# Parijs-Roubaix 1938
De 39e editie van de wielerwedstrijd Parijs-Roubaix werd gereden op 17 april 1938. De wedstrijd was 255 km lang. Van al de deelnemers wisten er 59 de eindstreep te halen. De wedstrijd werd gewonnen door Lucien Storme.

## Uitslag
| Plaats  | Naam              | Tijd     |
| ------- | ----------------- | -------- |
| Winnaar | Lucien Storme     | 8u13’38” |
| 2       | Louis Hardiquest  | z.t.     |
| 3       | Marcel van Houtte | +0’06”   |
| 4       | Émile Masson Jr.  | +0’23”   |
| 5       | Gérard Desmedt    | +0’39”   |
| 6       | René Walschot     | z.t.     |
| 7       | Jean Fréchaut     | z.t.     |
| 8       | Sylvain Grysolle  | z.t.     |
| 9       | Albertin Disseaux | z.t.     |
| 10      | Stan Lauwers      | z.t.     |

1896 · 
1897 · 
1898 · 
1899 · 
1900 · 
1901 · 
1902 · 
1903 · 
1904 · 
1905 · 
1906 · 
1907 · 
1908 · 
1909 · 
1910 · 
1911 · 
1912 · 
1913 · 
1914 · 
1915 · 
1916 · 
1917 · 
1918 · 
1919 · 
1920 · 
1921 · 
1922 · 
1923 · 
1924 · 
1925 · 
1926 · 
1927 · 
1928 · 
1929 · 
1930 · 
1931 · 
1932 · 
1933 · 
1934 · 
1935 · 
1936 · 
1937 · 
1938 · 
1939 · 
1940 · 
1941 · 
1942 · 
1943 · 
1944 · 
1945 · 
1946 · 
1947 · 
1948 · 
1949 · 
1950 · 
1951 · 
1952 · 
1953 · 
1954 · 
1955 · 
1956 · 
1957 · 
1958 · 
1959 · 
1960 · 
1961 · 
1962 · 
1963 · 
1964 · 
1965 · 
1966 · 
1967 · 
1968 · 
1969 · 
1970 · 
1971 · 
1972 · 
1973 · 
1974 · 
1975 · 
1976 · 
1977 · 
1978 · 
1979 · 
1980 · 
1981 · 
1982 · 
1983 · 
1984 · 
1985 · 
1986 · 
1987 · 
1988 · 
1989 · 
1990 · 
1991 · 
1992 · 
1993 · 
1994 · 
1995 · 
1996 · 
1997 · 
1998 · 
1999 · 
2000 · 
2001 · 
2002 · 
2003 · 
2004 · 
2005 · 
2006 · 
2007 · 
2008 · 
2009 · 
2010 · 
2011 ·
2012 · 
2013 ·
2014 ·
2015 ·
2016 ·
2017 ·
2018 ·
2019 ·
2020 · 
2021 · 
2022 · 
2023 · 
2024 · 
2025